# هاينرش فون بامبيرجر
هاينرش فون بامبيرجر (Heinrich von Bamberger) كان طبيباً نمساويا مختصا في علم الأمراض، ولد في 27 ديسمبر 1822 في ضواحي براغ وتوفي في 9 نوفمبر 1888 في فيينا، درس الطب في جامعة فيينا وتحصل على الدكتوراة عام 1847 ثم عمل بشكل عام في مستشفى ببراغ، من عام 1851 حتى عام 1854 كان مساعدا عند يوهان فون أوبولتسر في فيينا، عام 1854 أصبح هاينرش بروفيسور في جامعة فورتسبورغ ثم بروفيسور جامعي في فيينا عام 1872.
أسس عام 1887 مع إيرنست فوكس عيادة فينر .